# Gundobad burgund király
Gundobad, vagy Gundobald (452 körül – 516) a burgundok királya 473-tól haláláig. Gunderich legidősebb fia. Lyonban nevelkedett és nagybátyja, Chilperich után lett király.

## Élete

### Itáliában
472-ben Ricimer mellett a burgund csapatokat vezette Itáliában, ezért Olybrius római császár patriciussá és nagybátyja helyettesévé tette. egy rövid interregnum alatt Gundobad volt a Nyugatrómai Birodalom ura, és barátját, Glyceriust kiáltatta ki császárnak.

### Szerződés Theuderichel
Többéves itáliai tartózkodás után tért vissza Burgundiába, de amikor Theuderich Odoaker ellen vezette a seregét, újra visszatért. Ekkor Theoderich ajándékokkal, ígérettel valamint egy házassági szerződéssel a maga oldalára állította Gundobadot és leányát Ostrogothát el is jegyezte Gundobad fiával Sigismunddal. Mivel házasság egyre késett, ezért a burgundok kirabolták Liguriát, Aemiliát és sok foglyot ejtettek.
Theuderich ekkor Epiphanus páviai püspököt küldtek követségbe, aki arra hivatkozott, hogy öregsége ellenére átkelt télen az Alpokon, majd felidézte azokat a szolgálatokat, amiket Gundobad tett Itáliában és amelyekért elismerést is kapott. Ezután kérte a foglyok váltságdíj nélküli hazabocsátását. Gundobad megígérte a foglyok ingyenes hazaengedését, kivéve azokat, akiket fegyverrel fogtak el, őértük egy csekély váltságdíjat kért, amit a lyoni Syagrii család vállalt. Egyetlen napon 400 hadifogoly hagyta el a várost, és összesen mintegy hatezret engedtek el. Gundobad kompenzálásként egy olyan napórát kért, amilyet Rómában látott. Theuderich Boethiust bízta meg az óra elkészítésével, és Cassiodorussal szállíttatta el.

### Törvényhozás
Gondobad legfontosabb uralkodói tette törvényhozói munkássága. A Lex Burgundionum vagy Lex Gundobada, amelyik "Gambetta törvényeként" vált ismertté több kodifikálási periódust fog át. Az első törvénykönyv, mely a szóbeli hagyományban állt szokásjog írásba foglalása, még Chilperich király idejében készült. Az Új Törvénykönyvében Gundobad összegyűjtötte az összes törvényt és rendelkezést.

### Vádak Gundobad ellen
Gundobadot testvéreinek meggyilkolásával is megvádolták. Tours-i Szent Gergely ezt írja róla A frankok történetében:
"Gundiok, aki Athanarik, a keresztényeket üldöző király véréből származott, lett a burgundok királya. Négy fia volt: Gundobad, Godegisel, Hilperik és Godomar. Gundobad öccsét, Hilperiket kardjával átszúrta, feleségét pedig, nyakára követ kötve, vízbe fojtatta, két leányát száműzte, közülük az idősebb Mukruna apáca lett, a fiatalabb, Klotild a frank király felesége."
Gergely azt is elmondja, hogy miután Godegisel elárulta fivérét és csatlakozott a frankokhoz, Vienne-be zárkózott. Gundobad megostromolta a várost, lemészároltatta a lakosságot és az eretnekek templomába menekült Godegiselt megölték, egy ariánus püspökkel együtt. Godomarról Gergely nem mond semmit, de ő egy darab együtt uralkodott Gundobaddal, udvarát Genfben tartotta. Mivel Godomar fiatalon halt meg, ezért az ő halálával is Gundibadot vádolták meg.
Valójában nem lehet tudni, mennyire voltak igazak a vádak. Mindenesetre azzal számolni kell, hogy a barbár királyságokban a családi gyilkosságok meglehetősen sokszor fordultak elő anélkül, hogy ez a korabeli emberekben túl nagy megbotránkozást keltett volna.

### Vallás és kultúra Gundobad udvarában
Gundobad magát a római császár megbízottjának tekintette, országát pedig a Római Birodalom részének. Genfben két felirattöredék is utal az építkezéseire Lyonban a császári palotában lakott, ahol a provincia fő kormányzójának volt a hivatala. Udvarában megfordultak a galloromán arisztokrácia és a szenátori rend tagjai is. Udvarához tartozott Heraclius, a költő, Pantagatos questor és vienne-i rétor, és sok prudentes, akik a törvényhozásban segítettek. Ennodius dicsérte Gundobad ügyességét a beszédben.
Dél-Galliában az iskolák egészen 6. század végéig fennmaradtak, de ez inkább a helyiek érdeme volt, köztük Vienne püspökéé, Szent Avitusé. A püspök levelezése más főpapokkal alkotják a korabeli kulturális élet legjelentősebb forrását. Egyik fő célkitűzése volt az ariánus burgundok megtérítése.
Gundobad azért érdeklődött a vallás kérdései iránt, mert meg akarta érteni a katolicizmus és az arianizmus közti különbségeket. Főleg a Szentháromság és a Biblia egyes szövegeinek a kifejtését kérte Avitustól és Heracliustól, akik a király megtérésén fáradoztak, azonban ő élete végéig ingadozott a katolikus és az ariánus hit között. Avitus egy levelében írja, hogy Gundobad titokban hajlandó lett volna áttérni katolikus hitre, de ezt Avitus nem fogadta el.
Gundobad király 516-ban halt meg, sírjának nem maradt nyoma.

### Karistina királyné
Felesége, Karistina katolikus volt. Sírfelirata jámbor és kegyes királynőnek mondja, aki a szegények anyja, a trónon erényekkel teljes, és bíbor ruhája, mosolygó arca mögé rejtette böjttel és sanyargatással gyötört testét. Osztozott a király gondjaiban, tanácsaival segítette őt, és kegyelmet kért a bűnösöknek. Igaz hitben nevelte gyermekeit és unokáit. Halálakor, 506-ban az általa alapított Szent Mihály-bazilikában temették el.